# بطولة أمم أوروبا
بطولة أمم أوروبا (بالإنجليزية: UEFA European Football Championship) والتي يشار إليها عادة باسم بطولة كرة القدم الأوروبية (بالإنجليزية: UEFA Euro) أو ببساطة يورو (بالإنجليزية: Euro)، هي مسابقة كرة القدم الرئيسية التي تتنافس عليها الفرق الوطنية للرجال أعضاء الاتحاد الأوروبي لكرة القدم، والتي تحدد البطل القاري في أوروبا. تقام المسابقة كل أربع سنوات منذ نسخة 1960، باستثناء نسخة 2020، عندما تم تأجيلها حتى عام2021 بسبب جائحة فيروس كورونا في أوروبا. كان من المقرر أن يكون في العام الزوجي بين بطولات كأس العالم، وكان يُطلق عليها في الأصل كأس الأمم الأوروبية وتغير إلى الاسم الحالي في عام 1968.
قبل دخول البطولة، تتنافس جميع الفرق في التصفيات المؤهلة بخلاف الدول المضيفة التي تتأهل تلقائيًا. حتى عام 2016، كان بإمكان الفائزين بالبطولة التنافس في كأس القارات التالية، لكنهم لم يعودوا ملزمين بذلك بعد إلغاء البطولة.
فازت عشرة منتخبات وطنية في البطولات الأوروبية السبعة عشر: فازت إسبانيا بأربعة ألقاب، وألمانيا بثلاثة ألقاب، وفازت إيطاليا وفرنسا بلقبين، وفاز الاتحاد السوفيتي، تشيكوسلوفاكيا، هولندا، الدنمارك، اليونان والبرتغال بلقب واحد لكل منهما. حتى الآن، إسبانيا هي الفريق الوحيد في التاريخ الذي فاز بألقاب متتالية، وذلك في عامي 2008 و 2012. وهي ثاني أكثر بطولات كرة القدم مشاهدة في العالم بعد كأس العالم. شاهد نهائي يورو 2012 جمهور عالمي بلغ حوالي 300 مليون شخص.
أقيمت آخر نسخة في ألمانيا عام 2024 وفازت بها إسبانيا التي حقَّقت اللقب القياسي الرابع بعد فوزها على إنجلترا في النهائي على الملعب الأولمبي في برلين بهدفين لواحد.

## التاريخ
تم اقتراح فكرة إقامة بطولة كرة قدم أوروبية لأول مرة من قبل الأمين العام للاتحاد الفرنسي لكرة القدم هنري ديلوناي في عام 1927، ولكن لم تبدأ البطولة حتى عام 1958، بعد ثلاث سنوات من وفاة ديلوناي. تكريما له، تم تسمية كأس البطولة الممنوحة للأبطال باسمه. بطولة 1960، التي أقيمت في فرنسا ضمت أربعة منتخبات تتنافس في النهائيات من أصل 17 منتخباً دخلت التصفيات. وتحصل عليها الاتحاد السوفياتي بفوزه على يوغوسلافيا 2–1 في نهائي متوتر في باريس. انسحبت إسبانيا من مباراة التصفيات ضد الاتحاد السوفياتي بسبب احتجاجين سياسيين. من بين الفرق الـ 17 التي دخلت التصفيات، كان الغائبون البارزون هم إنجلترا، هولندا، ألمانيا الغربية وإيطاليا.
بطولة التالية عقدت في إسبانيا في عام 1964، والتي شهدت زيادة في عدد المشاركات في التصفيات المؤهلة، حيث دخل 29 مشاركًا؛ كانت ألمانيا الغربية غائبة بشكل ملحوظ مرة أخرى وانسحبت اليونان بعد تعادلها مع ألبانيا، التي كانوا لا يزالون في حالة حرب معها. فازت إسبانيا المضيف على حامل اللقب الاتحاد السوفياتي، 2–1 في ملعب سانتياغو برنابيو في مدريد.
بقي شكل البطولة على حاله بالنسبة لبطولة 1968، التي استضافتها وفازت بها إيطاليا. للمرة الأولى حُسمت المباراة عن طريق تقليب العملة المعدنية (نصف النهائي إيطاليا ضد الاتحاد السوفيتي) في النهائي إضطر الفريقان إلى الإعادة، بعد أن انتهت المباراة ضد يوغوسلافيا 1–1، فازت إيطاليا في الإعادة 2–0. دخلت المزيد من الفرق هذه البطولة (31 منتخب)، مما يدل على ازدياد شعبيتها.
استضافت بلجيكا بطولة 1972، التي فازت بها ألمانيا الغربية بفوزها على الاتحاد السوفياتي 3–0 في المباراة النهائية، بأهداف غيرد مولر (هدفين) وهربرت فيمر في ملعب هيسل في بروكسل. ستوفر هذه البطولة لمحة عن الإستحقاقات القادمة، حيث احتوى الجانب الألماني على العديد من اللاعبين الرئيسيين في بطولة كأس العالم 1974 التي فازوا بها.
كانت بطولة 1976 في يوغوسلافيا الأخيرة التي شاركت فيها أربعة فرق فقط في البطولة النهائية، والأخيرة التي كان على المضيفين التأهل فيها. فازت تشيكوسلوفاكيا على ألمانيا الغربية بركلات الترجيح التي أدخلت حديثًا. بعد سبع تسديدات ناجحة، فشل أولي هونيس، وترك التشيكوسلوفاكي أنتونين بانينكا فرصة للتسجيل والفوز بالبطولة. تسديدة متكسرة "بانينكا"، وصفها الاتحاد الأوروبي لكرة القدم بأنها «ربما كانت أشهر ركلة جزاء على الإطلاق» ضمنت الفوز حيث فازت تشيكوسلوفاكيا 5–3 بركلات الترجيح.

### التوسع إلى 8 منتخبات
تم توسيع المنافسة إلى ثمانية فرق في بطولة 1980، واستضافتها إيطاليا مرة أخرى. اشتملت على دور المجموعات، حيث خاض الفائزون من المجموعات المباراة النهائية، بينما لعب الوصيف في مباراة تحديد المركز الثالث. فازت ألمانيا الغربية باللقب الأوروبي الثاني بفوزها على بلجيكا 2–1، بهدفين سجلهما هورست هروبيش في ملعب أولمبيكو في روما. سجل هروبيش في وقت مبكر من الشوط الأول قبل أن يدرك ريني فان در يكن التعادل لبلجيكا من ركلة جزاء في الشوط الثاني. قبل دقيقتين من نهاية المباراة، سجل هروبيش هدف الفوز لألمانيا الغربية عبر ركلة ركنية من كارل-هاينتس رومنيغه.

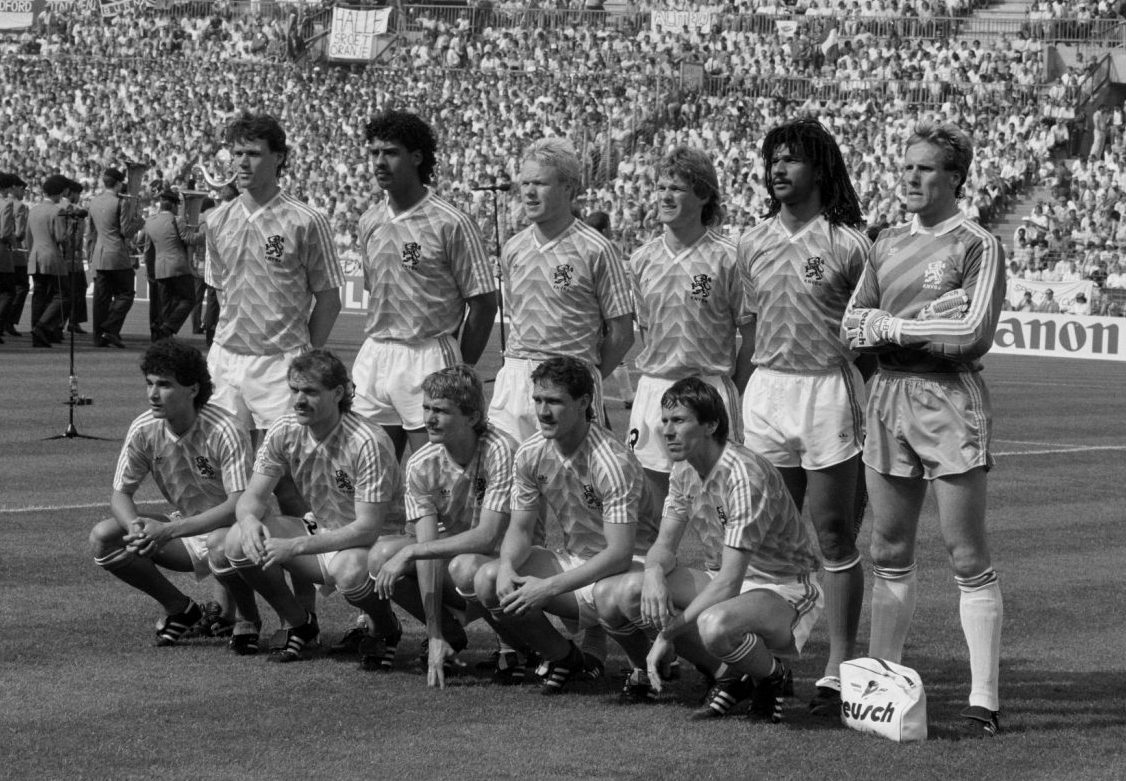
تشكيلة منتخب هولندا الفائز بلقب بطولة أمم أوروبا 1988 في ألمانيا الغربية.

فازت فرنسا بأول لقب رئيسي لها على أرضها في بطولة 1984، حيث سجل قائدها ميشيل بلاتيني 9 أهداف في 5 مباريات فقط، بما في ذلك الهدف الافتتاحي في المباراة النهائية، حيث تغلبت على إسبانيا 2–0. تم تغيير النظام أيضًا، مع انتقال أفضل فريقين في كل مجموعة إلى مرحلة نصف النهائي، بدلاً من انتقال الفائزين من كل مجموعة إلى النهائي مباشرةً. كما تم إلغاء مباراة تحديد المركز الثالث.
استضافت ألمانيا الغربية بطولة 1988، لكنها خسرت 2–1 أمام هولندا منافسها التقليدي، في الدور نصف النهائي، مما أثار احتفالات قوية في هولندا. ذهبت هولندا للفوز بالبطولة في المباراة النهائية، بفوزها على الاتحاد السوفياتي 2–0 في الملعب الأولمبي في ميونيخ، وهي مباراة سجل فيها ماركو فان باستن واحدة من أكثر المباريات التي لا تنسى أهداف في تاريخ كرة القدم، تسديدة رائعة على الحارس من الجناح الأيمن. أقيمت بطولة 1992 في السويد، وفازت بها الدنمارك، التي تأهلت إلى النهائيات تلقائيا لأن الاتحاد الأوروبي لكرة القدم لم يسمح ليوغوسلافيا بالمشاركة لأن بعض الدول التي تشكل جمهورية يوغوسلافيا الاتحادية الاشتراكية كانت في حالة حرب مع بعضها البعض. فازت الدنمارك على هولندا حامل اللقب بركلات الترجيح في الدور نصف النهائي، ثم هزموا ألمانيا بطل العالم 2–0. كانت هذه هي البطولة الأولى التي تشارك فيها ألمانيا الموحدة وأيضًا البطولة الكبرى الأولى التي تطبع أسماء اللاعبين على ظهورهم.

### التوسع إلى 16 منتخب
استضافت إنجلترا يورو 1996، وهي أول بطولة تستخدم تسمية «يورو» وستشهد تضاعف عدد الفرق المشاركة إلى 16. في إعادة لمباراة نصف نهائي كأس العالم 1990، خرج أصحاب الأرض بركلات الترجيح من قبل ألمانيا، التي ستواصل الفوز في النهائي 2–1 ضد جمهورية التشيك (التي تشكلت حديثًا) بفضل أول هدف ذهبي من أي وقت مضى في بطولة كبرى، سجله أوليفر بيرهوف. كان هذا أول لقب لألمانيا كدولة موحدة. كانت يورو 2000 أول بطولة تقام من قبل دولتين، في هولندا وبلجيكا. كانت فرنسا، حاملة لقب كأس العالم 1998 ومرشحة للفوز باللقب، وقد كانت في مستوى التوقعات عندما تغلبت على إيطاليا 2–1 بعد الوقت الإضافي، بعد أن عادت من التأخر 1–0 أدرك سيلفان ويلتورد التعادل في الدقيقة الأخيرة من الوقت الأصلي وسجل دافيد تريزيغيه الهدف الذهبي في الوقت الإضافي.
حدثت في يورو 2004 مفاجأة مثل بطولة 1992، اليونان، التي تأهلت فقط لكأس العالم مرة واحدة (1994) وبطولة أوروبية واحدة (1980)، هزمت البرتغال المضيفة 1–0 في النهائي (بعد أن تغلبت عليهم أيضًا في المباراة الافتتاحية) بهدف سجله أنجيلوس خاريستياس في الدقيقة 57 للفوز بالبطولة التي حصلوا على احتمالات 150-1 للفوز بها قبل أن تبدأ (كونه ثاني منتخب أوروبي على الأرجح لم يحقق أي نجاح بعد لاتفيا). في طريقهم إلى النهائي، فازوا أيضًا على فرنسا حاملة اللقب وكذلك جمهورية التشيك بواسطة هدف فضي، وهي قاعدة حلت محل الهدف الذهبي السابق في عام 2003، قبل أن تلغي نفسها بعد فترة وجيزة المسابقة.
كانت بطولة يورو 2008، التي استضافتها النمسا وسويسرا، هي المرة الثانية التي تستضيف فيها دولتان والنسخة الأولى التي تم فيها منح الكأس الجديدة. بدأت في 7 يونيو وانتهت في 29 يونيو. أقيمت المباراة النهائية بين ألمانيا وإسبانيا في ملعب إرنست هابل في فيينا. هزمت إسبانيا ألمانيا 1–0، بهدف سجله فرناندو توريس في الدقيقة 33، مما أثار الكثير من الاحتفالات في جميع أنحاء البلاد. كان هذا هو أول لقب لهم منذ بطولة 1964. كانت إسبانيا صاحبة أعلى عدد من الأهداف برصيد 12 هدفًا، وأنهى ديفيد فيا قائمة الهدافين بأربعة أهداف. حصل تشافي هيرنانديز على جائزة أفضل لاعب في البطولة، وتم اختيار تسعة لاعبين إسبان لفريق البطولة.
استضافت بولندا وأوكرانيا بطولة يورو 2012 بشكل مشترك. هزمت إسبانيا غريمتها إيطاليا 4–0 في المباراة النهائية، وبذلك أصبحت أول دولة تدافع عن لقب بطولة أمم أوروبا والدولة الثانية بعد الأرجنتين التي تفوز بثلاث بطولات دولية كبرى على التوالي (بطولة أمم أوروبا 2008، كأس العالم 2010 وبطولة أمم أوروبا 2012). بتسجيله الهدف الثالث للنهائي، أصبح فرناندو توريس أول لاعب يسجل في نهائيين من بطولة أمم أوروبا. كان متساويًا في صدارة هدافي البطولة برصيد ثلاثة أهداف في المجموع، جنبًا إلى جنب مع ماريو بالوتيلي، ألان دزاغويف، ماريو جوميز، ماريو ماندجوكيتش وكريستيانو رونالدو، على الرغم من استخدامه كلاعب بديل فقط. كانت البطولة على خلاف ذلك تميزت بأكبر عدد من الأهداف بالرأس في بطولة يورو (26 من إجمالي 76 هدفًا)؛ بما فيهم هدف ألغي في مباراة المجموعة بين إنجلترا وأوكرانيا والذي أظهرت الإعادة أنه شرعي بتجاوزه خط المرمى، مما دفع رئيس الاتحاد الدولي لكرة القدم وقتها جوزيف بلاتر إلى التغريد، «تقنية خط المرمى لم تعد بديلاً بل ضرورة».

### التوسع إلى 24 منتخب
في عام 2007، اقترح اتحاد أيرلندا الشمالية واتحاد اسكتلندا لكرة القدم توسيع البطولة، وهو ما أكدته لاحقًا اللجنة التنفيذية في الاتحاد الأوروبي لكرة القدم في سبتمبر 2008. من بين 54 اتحادًا عضوًا في الاتحاد الأوروبي، عارضت ثلاثة اتحادات التوسيع، بما في ذلك إنجلترا وألمانيا.
في 28 مايو 2010 أعلن الاتحاد الأوروبي لكرة القدم أن فرنسا ستستضيف يورو 2016. فازت فرنسا على عروض تركيا (7–6 في التصويت في الجولة الثانية) وإيطاليا، التي حصلت على أقل عدد من الأصوات في جولة التصويت الأولى. كان يورو 2016 أول نسخة يشارك فيه 24 منتخب في النهائيات. كانت هذه هي المرة الثالثة التي تستضيف فيها فرنسا المسابقة.

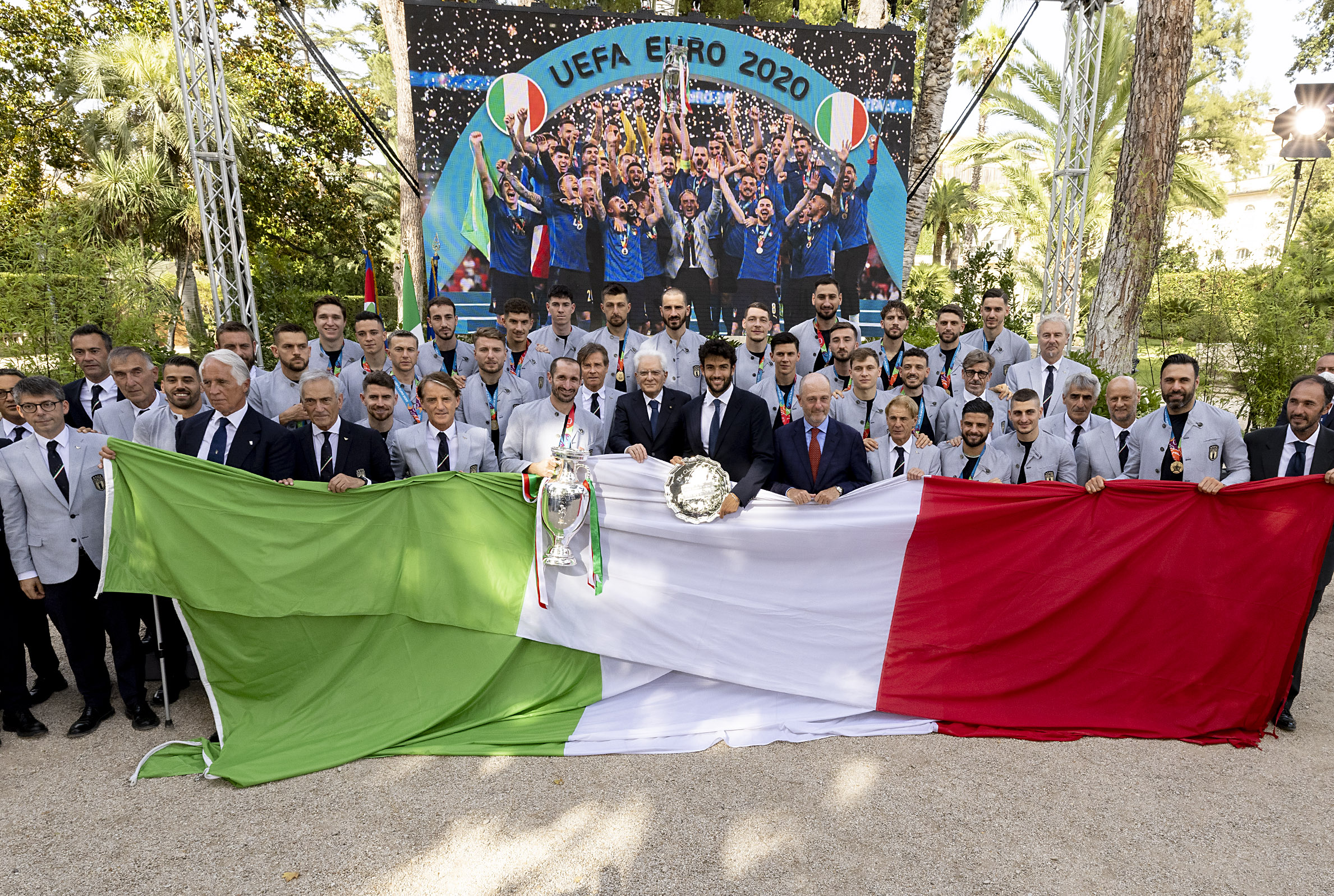
الرئيس الإيطالي سيرجيو ماتاريلا يتوسط لاعبي والطاقم الفني لمنتخب إيطاليا الفائزين بلقب بطولة أمم أوروبا 2020، جورجيو كيلليني يحمل كأس البطولة.

البرتغال، التي تأهلت لمرحلة خروج المغلوب على الرغم من احتلالها المركز الثالث في مجموعتها، واصلت للفوز بالبطولة بفوزها على الفريق المضيف والمرشح فرنسا 1–0 في المباراة النهائية، بفضل هدف من إيدر في الدقيقة 109 قبل ذلك خرج كريستيانو رونالدو المهاجم البرتغالي المشهور عالميا، من المباراة بسبب الإصابة في الدقيقة 25. كانت هذه هي المرة الأولى التي تفوز فيها البرتغال ببطولة كبرى.
بالنسبة لبطولة يورو 2020، تم اقتراح ثلاثة عروض، بما في ذلك عرض من تركيا، وعرض مشترك من جمهورية أيرلندا، اسكتلندا وويلز، وعرض مشترك من جورجيا وأذربيجان. في ديسمبر 2012، أعلن الاتحاد الأوروبي لكرة القدم أن بطولة يورو 2020 ستلعب في عدة مدن في بلدان مختلفة في جميع أنحاء أوروبا، مع لعب الدور نصف النهائي والمباراة النهائية في لندن. تم اختيار الملاعب والإعلان عنها من قبل الاتحاد الأوروبي في 19 سبتمبر 2014. ومع ذلك، تمت إزالة بروكسل كمدينة مضيفة في 7 ديسمبر 2017 بسبب التأخير في بناء ملعب اليورو. في 17 مارس 2020، أعلن الاتحاد الأوروبي لكرة القدم أن يورو 2020 سيتأخر لمدة عام بسبب جائحة فيروس كورونا في أوروبا، واقترح عقده في الفترة من 11 يونيو إلى 11 يوليو 2021. تم تأجيل المسابقة من أجل تقليل الضغط على الخدمات العامة في البلدان المتضررة وتوفير مساحة في التقويم لاستكمال البطولات المحلية التي تم تعليقها. قبل نهائيات بطولة أمم أوروبا 2020، تم استبعاد دبلن أيضًا كواحدة من المدن المضيفة بسبب عدم قدرتها على ضمان وصول المتفرجين إلى الملعب، بينما تم استبدال بلباو بإشبيلية لنفس السبب.

## الكأس والميداليات

### الكأس

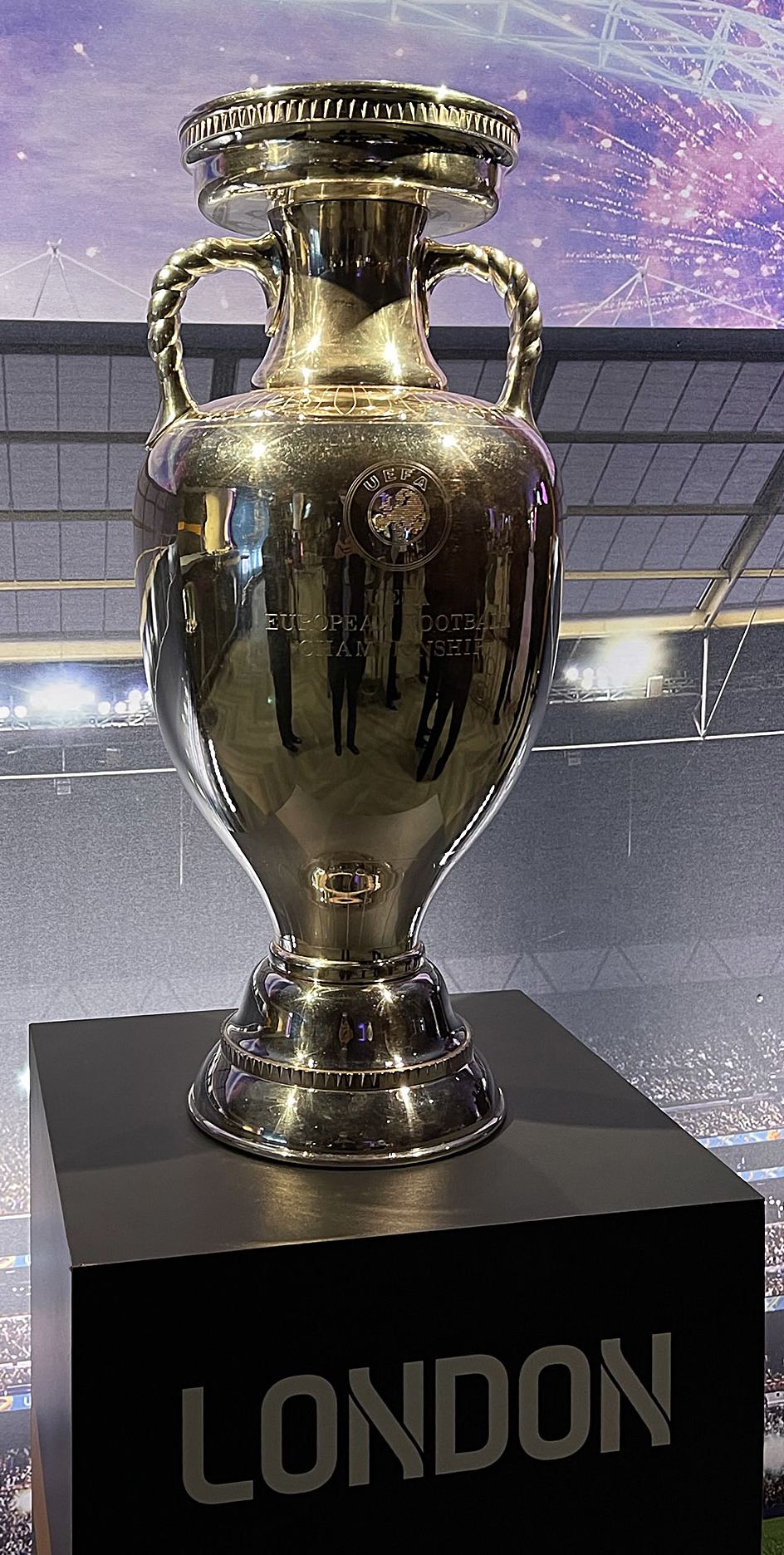
كأس بطولة أمم أوروبا الحالية معروضة في لندن سنة 2021.

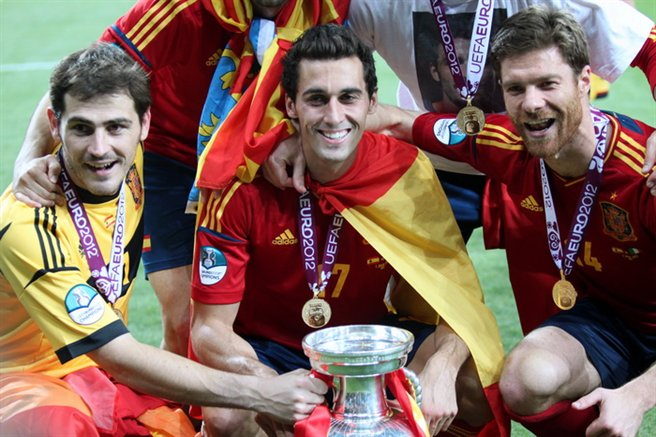
لاعبوا إسبانيا يمسكون كأس هنري ديلوناي ويرتدون الميداليات الذهبية بعد فوزهم في يورو 2012

كأس هنري ديلوناي (بالإنجليزية: Henri Delaunay Trophy) هو كأس بطولة أمم أوروبا والذي يُمنح للفائز بالبطولة الأوروبية. سميت الجائزة باسم هنري ديلوناي تكريماً لأول أمين عام في تاريخ الاتحاد الأوروبي لكرة القدم. وهو نفسه الذي اقترح فكرة إنشاء بطولة كرة قدم تجمع بين مختلف المنتخبات الأوروبية، لكنه توفي في عام 1955، أي قبل البطولة الأولى بخمس سنوات (كأس أمم أوروبا 1960).
خلفه ابنه بيير ديلوناي في منصب الأمين العام للاتحاد الأوروبي لكرة القدم، وأخذ على عاتقه مسؤولية إكمال ما بدأ به والده. وقد تحقق له مراده عندما تم إنشاء أول بطولة أوروبية للمنتخبات في عام 1958، وكانت تقول على طريقة مبارتين في الذهاب والإياب. تطورت الفكرة لتصبح أكثر تنافساً، فأقيمت أول نسخة من نسخ بطولات أمم أوروبا في فرنسا وكان ذلك في عام 1960، حيث استطاع منتخب الاتحاد السوفيتي لكرة القدم التغلب على منتخب يوغوسلافيا لكرة القدم بنتيجة 2–1 بعد اللجوء للأشواط الإضافية.
تم منح الكأس للفريق المتوج (منتخب الاتحاد السوفيتي) ليحتفظ به لمدة أربع سنوات، حتى موعد البطولة التالية. ومنذ ذلك الوقت جرت العادة أن يحتفظ الفريق المتوج بالكأس لمدة أربعة سنوات. يحمل الكأس في واجهته 3 عبارات مختلفة؛ كأس أوروبا (بالفرنسية: Coupe d'Europe) وكأس هنري ديلوناي (بالفرنسية: Coupe Henri Delaunay) وبطل أوروبا (بالفرنسية: Championnat d'Europe) بينما في الجهة الخلفية يظهر هنالك رسم لصبي مشعوذ.
في نسخة بطولة أمم أوروبا 2008، تم إعادة تصميم كأس البطولة، لتأخذ حجماً أكبر مما كانت عليه في السابق، حيث طغت التصاميم الجديدة لبعض الكؤؤس (مثل كأس دوري أبطال أوروبا) على تصميم القديم للكأس. بلغ وزن الكأس الجديد المصنوع من الفضة الإسترليني ما يقارب 8 كيلوغرامات (18 رطلاً) ويبلغ طوله 60 سنتيمتراً (24 بوصة)، فأصبحت الكأس الجديدة تزن أكثر من الكأس القديمة بحوالي 2 كيلوغرام (4.4 رطلاً) ويزيد طولها عن الكأس القديمة بما يقارب 18 سنتيمتراً (7.1 بوصة).
تمت إزالة القاعدة الرخامية القديمة والتي كانت تعمل كقاعدة للكأس، وتم استبدالها يقاعدة جديدة أوسع وفضية اللون لجعلها مستقرة. أسماء البلدان الفائزة في اللقب والتي ظهرت على شكل صور ملصقة على القاعدة، أصبحت الآن محفورة على ظهر الكأس، تحت عبارة كأس هنري ديلوناي (بالإنجليزية: Henri Delaunay Trophy)؛ والتي تم استبدل الكتابة الفرنسية، بالكتابة الإنجليزية. من الغريب أن منتخب ألمانيا الغربية التي فاز باللقب في نسختي 1972 و1980، تم كتابته بـ ألمانيا بدلاً من ألمانيا الغربية. ومنذ في نسخة بطولة أمم أوروبا 2016 تم إرجاع الصبي المشعوذ على ظهر الكأس من خلف.

### الميداليات
تُمْنَح الميدالية الذهبية للاعبي ومدربي المنتخب الفائز باللقب، بينما تُمْنَح الميدالية الفضية للاعبي ومدربي المنتخب الوصيف. كل منتخب يصل وينافس في دور نصف النهائي، يحصل على لوحة مخصصة تذكارية تقديرية في آخر البطولة.
على الرغم من إلغاء مباراة المركز الثالث بدءاً من بطولة أمم أوروبا 1984، إلا أن الاتحاد الأوروبي لكرة القدم قد أقر في بطولة أمم أوروبا 2008 بمنح الميدالية البرونزية للاعبي المنتخبات التي خسرت مبارياتها في دور نصف النهائي من تلك البطولة (تركيا وروسيا).
تكرر نفس الأمر في البطولة التي تلتها بطولة أمم أوروبا 2012، حصلت كل من ألمانيا والبرتغال على الميدالية البرونزية. ومع ذلك، قرر الاتحاد الأوروبي لكرة القدم أن خسارة مباراة الدور نصف النهائي لا تستوجب حصول الفريق الخاسر على الميدالية البرونزية، وتم تطبيق هذا الأمر بدءاً من بطولة أمم أوروبا 2016.
يذكر أنه سبق وأن منح الاتحاد الأوروبي لكرة القدم للفائز مباراة تحديد المركز الثالث، وكان منتخب تشيكوسلوفاكيا آخر المتوجين بالميدالية، حيث فاز بالمركز الثالث بعدما تغلب على منتخب إيطاليا المستضيف في بطولة أمم أوروبا 1980.

## نظام البطولة

### عدد المنتخبات المشاركة
يوضح هذا الجدول عدد المنتخبات المشاركة في كل النسخة، سوء في التصفيات التأهيلية (المشاركون في التصفيات) أو في المنافسات النهائية للبطولة (المرحلة النهائية). كذلك يوضح الجدول عدد الدول المتأهلة بصفتها البلد المستضيف (تأهل تلقائيً)، وعدد الدول التي شاركت في التصفيات المؤهلة (التأهل بالتصفيات).
أخيراً، يعطي الجدول فكرة عن عدد الدول التي شاركت في التصفيات آنذاك وكم بلد منهم لم يشارك في التصفيات (مجموع الدول المسجلة في اليويفا). وعدد الدول شارك في المؤهلات (المشاركون).
| النسخة                         | النسخة                         | 1960 | 1964 | 1968 | 1972 | 1976 | 1980 | 1984 | 1988 | 1992 | 1996 | 2000 | 2004 | 2008 | 2012 | 2016 | 2020 | 2024 |
| ------------------------------ | ------------------------------ | ---- | ---- | ---- | ---- | ---- | ---- | ---- | ---- | ---- | ---- | ---- | ---- | ---- | ---- | ---- | ---- | ---- |
| المنافسات النهائية للبطولة     | المنافسات النهائية للبطولة     | 4    | 4    | 4    | 4    | 4    | 8    | 8    | 8    | 8    | 16   | 16   | 16   | 16   | 16   | 24   | 24   | 24   |
| طريقة التأهل                   | تلقائي                         | 0    | 0    | 0    | 0    | 0    | 1    | 1    | 1    | 1    | 1    | 2    | 1    | 2    | 2    | 1    | 0    | 1    |
| طريقة التأهل                   | بالتصفيات                      | 4    | 4    | 4    | 4    | 4    | 7    | 7    | 7    | 7    | 15   | 14   | 15   | 14   | 14   | 23   | 24   | 23   |
| المشاركون في التصفيات          | المشاركون في التصفيات          | 17   | 29   | 31   | 32   | 32   | 31   | 32   | 32   | 33   | 47   | 49   | 50   | 50   | 51   | 53   | 55   |      |
| مجموع الدول المسجلة في اليويفا | مجموع الدول المسجلة في اليويفا | 17   | 29   | 31   | 32   | 32   | 32   | 33   | 33   | 34   | 48   | 51   | 51   | 52   | 53   | 54   | 55   |      |

### البطولة

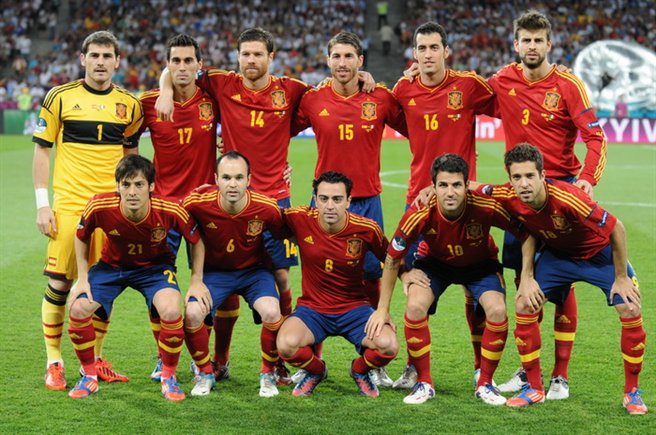
تشكيلة إسبانيا الفائزة ببطولة يورو 2012 أمام إيطاليا.
من اليمين إلى اليسار وقوفا: جيرارد بيكي، سيرجيو بوسكيتس، سيرخيو راموس، تشابي ألونسو، ألفارو أربيلوا، إيكر كاسياس.
من اليمين إلى اليسار إنحناء: جوردي ألبا، سيسك فابريغاس، تشافي هيرنانديز، أندريس إنييستا، دافيد سيلفا.

قبل عام 1980، تأهلت أربعة منتخبات فقط للبطولة النهائية. من عام 1980، توسعت البطولة لتشمل ثمانية منتخبات. في عام 1996 توسعت البطولة لتشمل 16 منتخب، حيث كان من الأسهل على الدول الأوروبية التأهل إلى كأس العالم بدلاً من البطولة القارية الخاصة بهم؛ 14 من أصل 24 فريقًا في نهائيات كأس العالم 1982، 1986 و1990 كانت أوروبية، في حين أن نهائيات بطولة أمم أوروبا لا تزال تضم ثمانية منتخبات فقط.
في عام 2007، كان هناك الكثير من النقاش حول توسيع البطولة لتشمل 24 فريقًا، بفكرة اسكتلندا وجمهورية أيرلندا، بسبب زيادة عدد اتحادات كرة القدم في أوروبا بعد تفكك تشيكوسلوفاكيا، يوغوسلافيا والاتحاد السوفيتي وإنضمام كل من إسرائيل وكازاخستان. أفادت التقارير أن الرئيس الجديد للاتحاد الأوروبي لكرة القدم ميشيل بلاتيني يؤيد التوسع الذي أثبت افتراضًا دقيقًا. بينما في 17 أبريل 2007، قررت اللجنة التنفيذية للاتحاد الأوروبي لكرة القدم رسميًا عدم التوسيع في يورو 2012، أشار بلاتيني في يونيو 2008 إلى أن الاتحاد الأوروبي لكرة القدم سيزيد المشاركة من 16 إلى 24 فريقًا في البطولات المستقبلية، بدءًا من يورو 2016. في 25 سبتمبر، أعلن فرانز بكنباور أنه تم التوصل إلى اتفاق، وسيتم الإعلان رسميًا عن التوسع في 24 فريقًا في اليوم التالي.
يتم اختيار الفرق المتنافسة من خلال سلسلة من المباريات التأهيلية: في 1960 و1964 من خلال المباريات الفاصلة على أرض الوطن وخارجها؛ من عام 1968 من خلال مزيج من المجموعات المؤهلة والمباريات الفاصلة. تم اختيار البلد المضيف من بين المتأهلين الأربعة للتصفيات النهائية بعد أن تم تحديدهم من خلال التصفيات. منذ توسع البطولة النهائية ابتداءً من 1980، تم اختيار الدولة المضيفة أو الدول مسبقًا وتتأهل تلقائيًا.

### التصفيات
للتأهل، يجب أن ينتهي الفريق في أحد المراكز المؤهلة أو يفوز بمباراة فاصلة. بعد ذلك، ينتقل الفريق إلى النهائيات في البلد المضيف، على الرغم من أن المضيفين يتأهلون للبطولة تلقائيًا. تبدأ مرحلة التصفيات في الخريف بعد كأس العالم قبل عامين تقريبًا من النهائيات. يتم تحديد مجموعات التأهيل من قبل لجنة الاتحاد الأوروبي لكرة القدم باستخدام القرعة. تشمل الفرق المصنفة الأبطال الحائزين على اللقب والفرق الأخرى بناءً على أدائهم في التصفيات السابقة في كأس العالم والتصفيات النهائية لبطولة أوروبا. للحصول على عرض دقيق لقدرات الفرق، يتم عمل تصنيف. يتم حساب ذلك بأخذ العدد الإجمالي للنقاط التي فاز بها فريق معين وقسمته على عدد المباريات التي تم لعبها، أي النقاط لكل مباراة. في حالة وجود فريق استضاف إحدى المسابقتين السابقتين وبالتالي تأهل تلقائيًا، فلن يتم استخدام سوى نتائج أحدث مسابقة تأهيلية. إذا كان لدى فريقين نقاط متساوية في كل مباراة، فإن اللجنة تبني مواقعها في الترتيب على:
1. متوسط المباريات التي أجريت في آخر مسابقة تأهيلية لها.
2. متوسط فرق الهدف.
3. متوسط عدد الأهداف المسجلة.
4. متوسط عدد الأهداف المسجلة خارج الأرض.
5. سحب القرعة.

خريطة المنتخبات المشاركة في يورو 2020.
منتخبات تأهلت
منتخبات فشلت في التأهل

يتم لعب مرحلة التصفيات في شكل جماعي، ويتم تحديد تكوين المجموعات من خلال سحب فرق من أوعية محددة مسبقًا. يتم السحب بعد التصفيات السابقة لكأس العالم. بالنسبة لبطولة يورو 2020، تألفت مرحلة التصفيات الجماعية من عشر مجموعات؛ خمسة من ستة فرق والباقي من خمسة فرق لكل منهما. يتم لعب كل مجموعة في شكل دورة روبن حيث تلعب الفرق بعضها البعض على أرضها وخارجها. ثم تأهل أفضل فريقين للبطولة النهائية، مع تحديد الأماكن المتبقية من خلال التصفيات اعتمادًا على ترتيبهم في دوري الأمم الأوروبية. كما هو الحال مع معظم بطولات الدوري، يتم منح النقاط على أنها ثلاث للفوز ونقطة للتعادل ولا شيء للخسارة. في حالة حصول فريق واحد أو أكثر على نقاط متساوية بعد لعب جميع المباريات، يتم استخدام المعايير التالية لتمييز الأطراف:
1. عدد أكبر من النقاط التي يتم الحصول عليها في مباريات المجموعة التي لعبت بين الفرق المعنية.
2. فارق أهداف متفوق من مباريات المجموعة التي لعبت بين الفرق المعنية.
3. عدد أكبر من الأهداف المسجلة في مباريات المجموعة التي لعبت بين الفرق المعنية.
4. عدد أكبر من الأهداف المسجلة خارج الديار في مباريات المجموعة التي لعبت بين الفرق المعنية.
5. نتائج جميع مباريات المجموعة:
  1. فارق هدف متفوق
  2. تم تسجيل عدد أكبر من الأهداف
  3. عدد أكبر من الأهداف المسجلة خارج الديار
  4. سلوك اللعب النظيف.
6. سحب القرعة.

### البطولة النهائية
| البطل الوصيف | النصف النهائي ربع النهائي | دور الـ16 دور المجموعات |

خريطة نتائج المنتخبات المشاركة في البطولة. فازت 10 دول ، بما في ذلك ألمانيا وألمانيا الغربية كدولة موحدة.
البطل
الوصيف
النصف النهائي
ربع النهائي
دور الـ16
دور المجموعات

تقدم ستة عشر فريقًا إلى نهائيات يورو 2012. كانا المضيفين المشتركين بولندا وأوكرانيا، الفائزان وأعلى فريق يحتل المركز الثاني من المجموعات التسع المؤهلة بالإضافة إلى الفائزين في أربع مباريات فاصلة بين وصيف المجموعات الأخرى. تم تقسيم هذه الفرق الستة عشر بالتساوي إلى أربع مجموعات، أ، ب، ج، د، تتكون كل مجموعة من أربعة فرق. تم تشكيل المجموعات من قبل إدارة الاتحاد الأوروبي لكرة القدم، مرة أخرى باستخدام القرعة. المنتخبات المصنفة هي الدول المضيفة، حامل اللقب إذا تأهل، وتلك التي لديها أفضل النقاط في كل مباراة خلال مرحلة التأهل للبطولة والتصفيات السابقة لكأس العالم. تم تعيين المتأهلين للتصفيات النهائية الأخرى عن طريق السحب، باستخدام المعاملات كأساس.
بالنسبة لبطولة يورو 2016، فإن التوسع إلى 24 فريقًا يعني أن الفرق ستنقسم إلى ست مجموعات من أربعة منتخبات، مع الفائزين الستة بالمجموعة، وستة في المركز الثاني للمجموعة، وأربعة أفضل فرق في المركز الثالث تتقدم إلى دور الـ16 عندما تتأهل. تصبح منافسة خروج المغلوب.
يتم لعب المجموعات مرة أخرى في شكل دوري، حيث يلعب الفريق مع خصومه مرة واحدة لكل منهما. يتم استخدام نفس نظام النقاط (ثلاث نقاط للفوز، نقطة واحدة للتعادل، لا نقاط للهزيمة). سيتم وضع جدول زمني لمباريات المجموعة، لكن يجب أن تنطلق آخر مباراتين في المجموعة في وقت واحد يتقدم الفائز والوصيف في كل مجموعة إلى الجولة التالية، حيث يتم استخدام نظام خروج المغلوب (يلعب الفريقان بعضهما البعض مرة واحدة، ويتقدم الفائز) ويتم استخدام هذا في جميع الجولات اللاحقة أيضًا. ويتأهل الفائزون في مباريات ربع النهائي إلى نصف النهائي، حيث يلعب الفائزون في المباراو النهائية. إذا كانت النتائج لا تزال متساوية في أي من جولات خروج المغلوب بعد وقت اللعب العادي، فسيتم استخدام الوقت الإضافي وركلات الترجيح للفصل بين الفريقين. على عكس كأس العالم، لم يعد لهذه البطولة مباراة تحديد المركز الثالث.

## النتائج

### النهائيات
| النسخة | السنة | المضيف          |                    | البطل                    | النتيجة            | الوصيف                    |                           | المركز الثالث             | النتيجة | المركز الرابع |  | المشاركون |
| 1      | 1960  | فرنسا           | · الاتحاد السوفيتي | 2–1 (ب.و.إ.)             | · يوغوسلافيا       | · تشيكوسلوفاكيا           | 2–0                       | · فرنسا                   | 4       |               |  |           |
| 2      | 1964  | إسبانيا         | · إسبانيا          | 2–1                      | · الاتحاد السوفيتي | · المجر                   | 3–1 (ب.و.إ.)              | · الدنمارك                | 4       |               |  |           |
| 3      | 1968  | إيطاليا         | · إيطاليا          | 1–1 (ب.و.إ.) 2–0 (إعادة) | · يوغوسلافيا       | · إنجلترا                 | 2–0                       | · الاتحاد السوفيتي        | 4       |               |  |           |
| 4      | 1972  | بلجيكا          | · ألمانيا الغربية  | 3–0                      | · الاتحاد السوفيتي | · بلجيكا                  | 2–1                       | · المجر                   | 4       |               |  |           |
| 5      | 1976  | يوغوسلافيا      | · تشيكوسلوفاكيا    | 2–2 (ب.و.إ.) (5–3 ج.)    | · ألمانيا الغربية  | · هولندا                  | 3–2 (ب.و.إ.)              | · يوغوسلافيا              | 4       |               |  |           |
| 6      | 1980  | إيطاليا         | · ألمانيا الغربية  | 2–1                      | · بلجيكا           | · تشيكوسلوفاكيا           | 1–1 (9–8 ج.)              | · إيطاليا                 | 8       |               |  |           |
| 7      | 1984  | فرنسا           | · فرنسا            | 2–0                      | · إسبانيا          | البرتغال و الدنمارك       | البرتغال و الدنمارك       | البرتغال و الدنمارك       | 8       |               |  |           |
| 8      | 1988  | ألمانيا الغربية | · هولندا           | 2–0                      | · الاتحاد السوفيتي | ألمانيا الغربية و إيطاليا | ألمانيا الغربية و إيطاليا | ألمانيا الغربية و إيطاليا | 8       |               |  |           |
| 9      | 1992  | السويد          | · الدنمارك         | 2–0                      | · ألمانيا          | السويد و هولندا           | السويد و هولندا           | السويد و هولندا           | 8       |               |  |           |
| 10     | 1996  | إنجلترا         | · ألمانيا          | 2–1 (ب.و.إ.)             | · جمهورية التشيك   | إنجلترا و فرنسا           | إنجلترا و فرنسا           | إنجلترا و فرنسا           | 16      |               |  |           |
| 11     | 2000  | بلجيكا هولندا   | · فرنسا            | 2–1 (ب.و.إ.)             | · إيطاليا          | البرتغال و هولندا         | البرتغال و هولندا         | البرتغال و هولندا         | 16      |               |  |           |
| 12     | 2004  | البرتغال        | · اليونان          | 1–0                      | · البرتغال         | جمهورية التشيك و هولندا   | جمهورية التشيك و هولندا   | جمهورية التشيك و هولندا   | 16      |               |  |           |
| 13     | 2008  | النمسا سويسرا   | · إسبانيا          | 1–0                      | · ألمانيا          | تركيا و روسيا             | تركيا و روسيا             | تركيا و روسيا             | 16      |               |  |           |
| 14     | 2012  | بولندا أوكرانيا | · إسبانيا          | 4–0                      | · إيطاليا          | ألمانيا و البرتغال        | ألمانيا و البرتغال        | ألمانيا و البرتغال        | 16      |               |  |           |
| 15     | 2016  | فرنسا           | · البرتغال         | 1–0                      | · فرنسا            | ألمانيا و ويلز            | ألمانيا و ويلز            | ألمانيا و ويلز            | 24      |               |  |           |
| 16     | 2020  | أوروبا          | · إيطاليا          | 1–1 (3–2 ج.)             | · إنجلترا          | الدنمارك و إسبانيا        | الدنمارك و إسبانيا        | الدنمارك و إسبانيا        | 24      |               |  |           |
| 17     | 2024  | ألمانيا         | · إسبانيا          | 2–1                      | · إنجلترا          | فرنسا و هولندا            | فرنسا و هولندا            | فرنسا و هولندا            | 24      |               |  |           |

1. ↑  ليس هناك مباراة للمركز الثالث منذ عام 1984، ترتيب المنتخبات هنا ترتيب أبجدي
2. ↑  11 دولة: أذربيجان، الدنمارك، إنجلترا، ألمانيا، المجر، إيطاليا، هولندا، رومانيا، روسيا، إسكتلندا و‌إسبانيا.

### سجل الأبطال

خريطة الفائزين (ألمانيا: مرتين ألمانيا الغربية ومرة واحدة ألمانيا الموحدة وروسيا والاتحاد السوفيتي وجمهورية التشيك مثل تشيكوسلوفاكيا)
ثلاث ألقاب
لقبين
لقب وحيد

| المنتخب        | البطل                      | الوصيف               |
| -------------- | -------------------------- | -------------------- |
| إسبانيا        | 4 (1964، 2008، 2012، 2024) | 1 (1984)             |
| ألمانيا        | 3 (1972، 1980، 1996)       | 3 (1976، 1992، 2008) |
| إيطاليا        | 2 (1968، 2020)             | 2 (2000، 2012)       |
| فرنسا          | 2 (1984، 2000)             | 1 (2016)             |
| روسيا          | 1 (1960)                   | 3 (1964، 1972، 1988) |
| جمهورية التشيك | 1 (1976)                   | 1 (1996)             |
| البرتغال       | 1 (2016)                   | 1 (2004)             |
| هولندا         | 1 (1988)                   |                      |
| الدنمارك       | 1 (1992)                   |                      |
| اليونان        | 1 (2004)                   |                      |
| صربيا          |                            | 2 (1960، 1968)       |
| إنجلترا        |                            | 2 (2020، 2024)       |
| بلجيكا         |                            | 1 (1980)             |

1. ↑  يتضمن نتائج تمثل  ألمانيا الغربية.
2. ↑  يتضمن نتائج تمثل  الاتحاد السوفيتي.
3. ↑  يتضمن نتائج تمثل  تشيكوسلوفاكيا.
4. ↑  يتضمن نتائج تمثل  يوغوسلافيا.

### إحصائيات عامة
| نسخة البطولة | المدن المستضيفة | الملاعب المستضيفة | المنتخبات المشاركة | المواجهات | عدد الأهداف | هداف البطولة | معدل الأهداف | الحضور الجماهيري | معدل الحضور |
| ------------ | --------------- | ----------------- | ------------------ | --------- | ----------- | ------------ | ------------ | ---------------- | ----------- |
| 1960         | 2               | 2                 | 4                  | 4         | 17          | 2            | 4.25         | 78.958           | 19.740      |
| 1964         | 2               | 2                 | 4                  | 4         | 13          | 2            | 3.25         | 156.253          | 39.063      |
| 1968         | 3               | 3                 | 4                  | 5         | 7           | 2            | 1.25         | 260.916          | 52.183      |
| 1972         | 3               | 4                 | 4                  | 4         | 10          | 4            | 2.25         | 121.880          | 30.470      |
| 1976         | 2               | 2                 | 4                  | 4         | 19          | 4            | 4.75         | 106.087          | 26.522      |
| 1980         | 4               | 4                 | 8                  | 14        | 27          | 3            | 1.93         | 345.463          | 24.676      |
| 1984         | 7               | 7                 | 8                  | 15        | 41          | 9            | 2.73         | 599.669          | 39.978      |
| 1988         | 8               | 8                 | 8                  | 15        | 34          | 5            | 2.27         | 849.844          | 56.656      |
| 1992         | 4               | 4                 | 8                  | 15        | 32          | 3            | 2.13         | 430.111          | 28.674      |
| 1996         | 8               | 8                 | 16                 | 31        | 64          | 5            | 2.06         | 1.275.857        | 41.157      |
| 2000         | 8               | 8                 | 16                 | 31        | 85          | 5            | 2.74         | 1.122.833        | 36.220      |
| 2004         | 8               | 10                | 16                 | 31        | 77          | 5            | 2.48         | 1.156.473        | 37.306      |
| 2008         | 8               | 8                 | 16                 | 31        | 77          | 4            | 2.48         | 1.140.902        | 36.803      |
| 2012         | 8               | 8                 | 16                 | 31        | 76          | 3            | 2.45         | 1.440.896        | 46.481      |
| 2016         | 10              | 10                | 24                 | 51        | 108         | 6            | 2.12         | 2.427.303        | 47.594      |
| 2020         | 11              | 11                | 24                 | 51        | 142         | 5            | 2.78         | 1٬099٬278        | 21٬554      |
| 2024         | 10              | 10                | 24                 | 51        | 117         | 3            | 2.29         | 2.681.288        | 52.574      |
| المجموع      | 106             | 108               | 204                | 388       | 946         | –            | 2.4          | 15.294.011       | 39.417      |

1. 1 2 3 4  المجموع يشمل مجموع الأرقام مع العلم بوجود تكرار في المدن للدولة التي استضافت أكثر من مرة وبالنسبة للفرق التي شاركت أكثر من مرة وهكذا

## الجوائز

### جوائز اللاعبين
يوجد حاليًا خمس جوائز تُمنح بعد كل بطولة، وجائزة واحدة خلال البطولة.
- لاعب البطولة: تُمنح لأفضل لاعب، ومُنحت لأول مرة في 1996.
- الحذاء الذهبي: تُمنح لأكثر لاعب سجل أهداف في البطولة.
- الحذاء الفضي: تُمنح لأكثر ثاني لاعب سجل أهداف في البطولة.
- الحذاء البرونزي: تُمنح لأكثر ثالث لاعب سجل أهداف في البطولة.
- أفضل لاعب شاب في البطولة: تُمنح لأفضل لاعب يقل عمره عن 21 سنة.
- جائزة رجل المباراة: تُمنح في كل مباراة في البطولة لأفضل لاعب في المباراة.
- فريق البطولة: تُمنح لأفضل 11 لاعب في البطولة حسب كل مركز.

### الجوائز المالية
أعلن الاتحاد الأوروبي لكرة القدم أن مجموع الجوائز المالية المقدمة في بطولة أمم أوروبا 2020، قد ارتفع عن نسخة 2016، والتي أقيمت في المقامة في فرنسا بزيادة بلغت 16.5%. حيث ارتفع إجمالي قيمة الجوائز المالية المقدمة إلى المنتخبات المشاركة في البطولة، مع مكافئات الفوز بالبطولة حوالي 49 مليون يورو. فبلغت جوائز هذه البطولة 317 مليون مليون يورو من غير إضافة الجوائز الخاصة بنتائج دور المجموعات (الفوز والتعادل)، مع عدم احتساب قيمة التأمين المضافة وحصة الأندية نظير مشاركة لاعبيها مع منتخبات بلادهم، بينما بلغ إجمالي قيمة الجوائز المالية في نسخة 2016 ما يقارب 268 مليون يورو.
فقد رصد الاتحاد الأوروبي لكرة القدم مكافئة بلغت 10 ملايين يورو للمنتخب الفائز بلقب البطولة، بينما سيحصل الفائز بالمركز الثاني على جائزة مالية وقدرها 7 ملايين يورو، في حين سيحصل المنتخبات اللذان تأهلا لدور نصف النهائي على جائزة مالية قدرها 5 ملايين يورو. حيث قام الاتحاد الاتحاد الأوروبي لكرة القدم بزيادة جوائز أصحاب المراكز الأربعة. ففي بطولة 2016، حصل المنتخب الفائز بلقب البطولة على مكافئة بلغت 7 ملايين يورو، بينما حصل الفائز بالمركز الثاني على جائزة مالية قدرها 5 ملايين يورو، في حين حصلت المنتخبان اللذان تأهلا لدور نصف النهائي على جائزة مالية قدرها 4 ملايين يورو.
وقد أوضح الاتحاد الأوروبي لكرة القدم أن المنتخبات التي ستبلغ دور ربع النهائي ستحصل على جائزة مالية قدرها 3.25 مليون يورو، بينما ستحصل المنتخبات التي ستبلغ الدور الستة عشر على جائزة مالية قدرها 2 مليون يورو)، بينما سيحصل كل منتخب يخرج من الدور الأول للبطولة على مبلغ وقدره 9.25 مليون يورو. حيث قام الاتحاد الاتحاد الأوروبي لكرة القدم بزيادة جوائز المنتخبات التي بلغت دور ربع النهائي من 2.5 مليون إلى 3.25 مليون يورو، والمنتخبات الواصلة لدور الستة عشر من 1.5 مليون إلى 2 مليون يورو، بينما ستحصل جميع المنتخبات التي تأهلت ستحصل على 9.25 مليون يورو، حيث كانت 8 ملايين يورو نسخة 2016. كذلك ستشهد البطولة زيادة في الجائز المالية المقدمة في حال الفوز والتعادل في دور المجوعات، حيث سيحصل الفريق على 1.5 مليون يورو بدلاً عن مليون يورو بعد أي فور في دور المجموعات، بينما سيحصل الفريق المتعادل على 750 ألف يورو، بدلاً من 500 ألف يورو كما كانت تقدم في نسخة 2016.

## الملاعب
شهدت بطولات أمم أوروبا السابقة تفاوتاً ملحوظاً في عدد الملاعب المستخدمة في كل بطولة، فخلال الفترة من كأس أمم أوروبا 1960 إلى بطولة أمم أوروبا 1976 كان معدل الملاعب المستخدمة ما بين 3 إلى 4 ملاعب، بل إن كأس أمم أوروبا 1964 قد شهد استخدام ملعبين فقط. ويعلل ذلك لقلة عدد المباريات في النسخ الأولى من البطولة (4 مباريات)، جراء قلة عدد المنتخبات المشاركة فيها (4 منتخبات). لكن بعد زيادة عدد المنتخبات المشاركة إلى 8 بدءاً من بطولة أمم أوروبا 1980، ازداد عدد الملاعب المستخدمة لتصبح 8 ملاعب بعدما زادت عدد المباريات إلى 15 مباراة. في بطولة أمم أوروبا 1996 قرر الاتحاد الأوروبي لكرة القدم زيادة عدد المنتخبات مرة أخرى لتصبح 16 منتخباً، مما يعني زيادة عدد المباريات 31 مباراة، ومنذ تلك البطولة ولغاية بطولة أمم أوروبا 2016، أصبح عدد الملاعب المستخدمة 8 ملاعب.

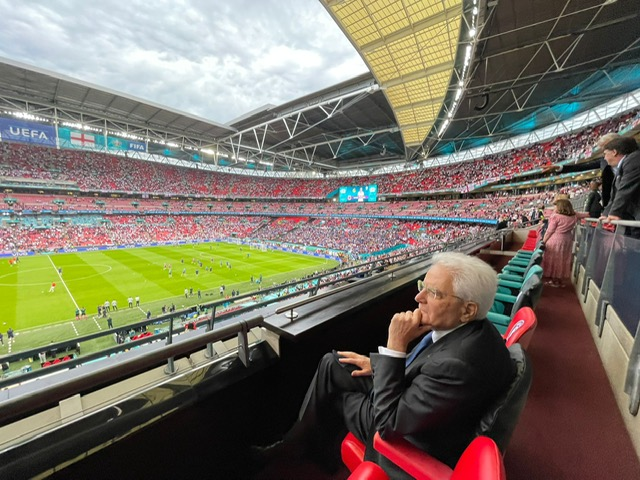
الرئيس الإيطالي سيرجيو ماتاريلا في ملعب ويمبلي أثناء نهائي بطولة أمم أوروبا 2020.

منذ بطولة أمم أوروبا 2020 والتي أقيمت في 11 دولة أورربية، تم زيادة عدد المنتخبات المشاركة لتصبح 24 منتخباً للمرة الأولى في تاريخ البطولة، زيادة عدد الملاعب لتصبح 11 ملعباً في 11 مدينة أوروبية من أجل احتضان 51 مباراة في مختلف مراحل البطولة. في النسخة الأولى من بطولات أمم أوروبا، والتي لعبت في فرنسا، تم اختيار كل من ملعب فيلودروم وملعب بارك دي برينس لاحتضان منافسات البطولة، ثم لعب نهائي كأس أمم أوروبا 1960 في بارك دي برينس وأمام 17 ألف متفرج، بملعب بارك دي برينس في العاصمة الفرنسية باريس، وهو أقل نهائي حضوراً في تاريخ نهائيات بطولة أمم أوروبا.
استضافت إسبانيا منافسات كأس أمم أوروبا 1964، ولعبت مباريات البطولة على ملعبين فقط ملعب سانتياغو برنابيو والكامب نو مثلما كان الحال في كأس أمم أوروبا 1960، ثم تم اختيار ملعب سانتياغو برنابيو في العاصمة الإسبانية مدريد ليستضيف نهائي كأس أمم أوروبا 1964، بحضور ما يقارب 79 ألف متفرج، ويصبح بذلك أكثر النهائيات التي شهد حضوراً جماهيرياً. في بطولة أمم أوروبا 1968 التس استاصفتها إيطاليا قررت اللجنة المنظمة آنذاك اختيار 3 ملاعب مختلفة، فتم اختيار كل من ملعب أرتيميو فرانكي في فلورنسا وملعب أولمبيكو في روما وملعب سان باولو في نابولي لاستضافة منافسات البطولة، بينما لعب نهائي بطولة أمم أوروبا 1968 في العاصمة روما على ملعب أولمبيكو، حيث شهدت المواجة حضور ما يقارب 69 في النهائي الثاني، حيث انتهى اللقاء الأول بالتعادل الإيجابي مما استلزم إعادة النهائي مرة أخرى.

## الجماهير

### الحضور

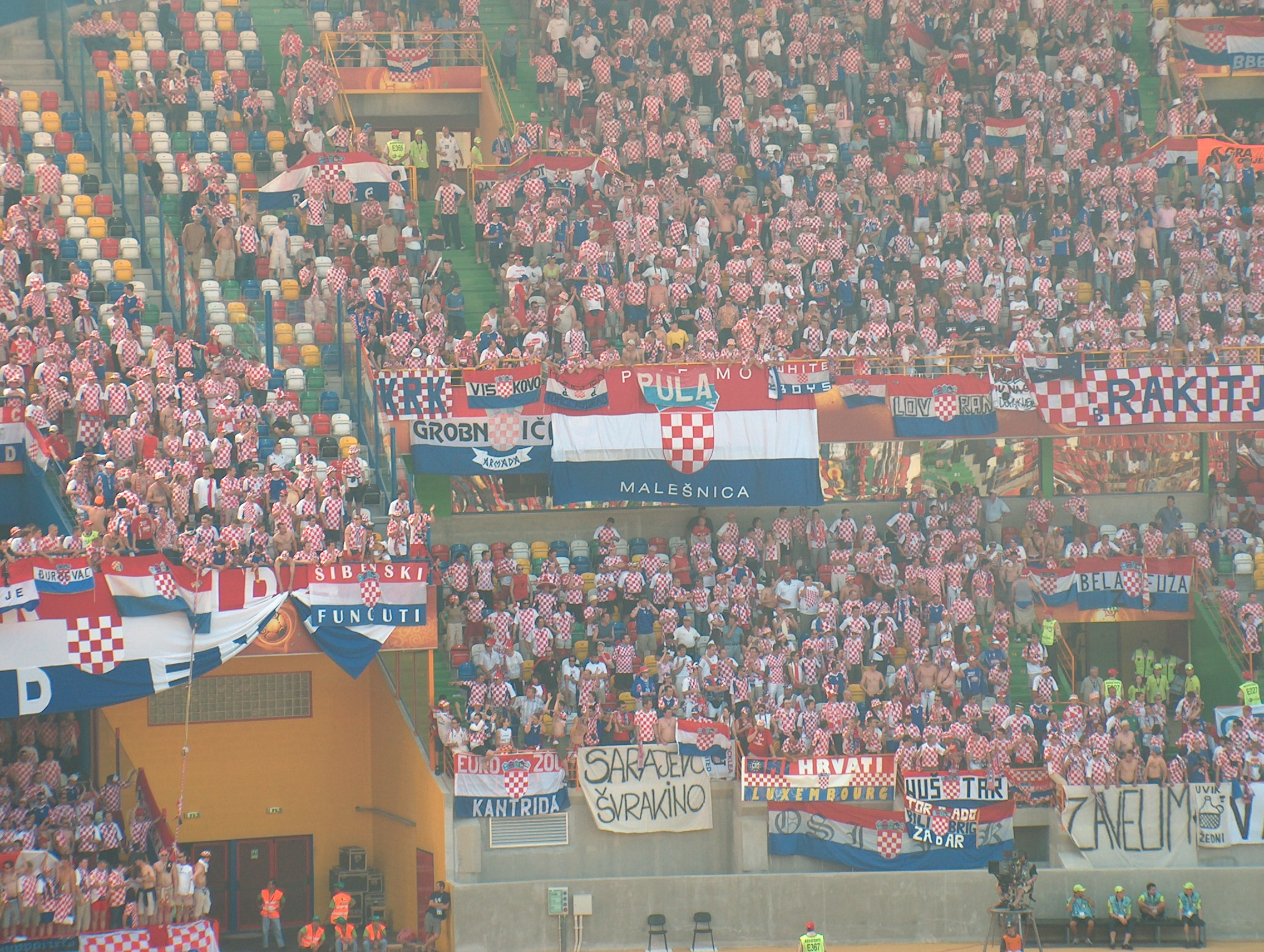
جماهير كرواتيا في ملعب د. ماغالهايس بيسوا في البرتغال أثناء يورو 2004

شهدت بطولات أمم أوروبا تفاوتاً كبيراً في الحضور الجماهيري، فأوائل البطولات لم يكن لها نصيب من الحضور الجماهيري مما هو عليه الآن. لعدة أسباب؛ منها ضعف المشاركة في أوائل البطولات حين اقتصرت المشاركة على 4 منتخبات فقط، قلة عدد المباريات، التأثر الكبير بالظروف السياسية آنذاك (حين رفضت إسبانيا أن تسافر إلى الاتحاد السوفيتي لتلعب معه ولذا تم شطبها من البطولة في 1960)، بالإضافة إلى مدة السفر الطويلة وغلاء التكاليف منعت الجماهير من حضور تلك الدورة والدورات التي تلتها. فبطولة أمم أوروبا الأولى في 1960، شهدت أقل حضور جماهيري في تاريخ البطولة، حيث بلغ الحضور الجماهيري ما يقارب 78.958 متفرج، بمعدل بلغ 19.740 متفرج فقط، وهو الأقل طوال تاريخ البطولة.
على النقيض تماماً إذا ما قورنت هذه الأرقام بالأرقام التي شهدتها بطولة أمم أوروبا 2016، حين بلغ الحضور الجماهيري ما يقارب 2.427.303 متفرج، بمعدل بلغ 47.594 متفرج وهو ثاني أكبر معدل للحضور الجماهيري بعد بطولة أمم أوروبا 1988 حين بلغ معدل الحضور الجماهيري ما يقارب 56.656 متفرج. يذكر أن بطولة كأس أمم أوروبا 1964 قد سبق وأن شهرت رقمين غريبين، فشهدت إحدى مبارياتها أقل حضور جماهيري في تاريخ البطولة، حيث بلغ الحضور 3.869 فقط في المباراة التي أقيمت في ملعب الكامب نو بين منتخب الدنمارك ومنتخب المجر.
حدث النقيض تماماً في نفس البطولة حين بلغ الحضور الجماهيري في نهائي يورو 1964 بملعب سانتياغو بيرنابيو ما يقارب 79.115 ألف متفرج، وهو أعلى حضور لمباراة واحدة في تاريخ البطولة على الإطلاق.

### الشغب
شغب كرة القدم أو كما يعرف كذلك بـ الهوليغانز (بالإنجليزية: Football hooliganism) هو مصطلح يُسْتِخدَم لوصف سلوك غير منضبط أو عنيف أو مدمر يرتكبه الجمهور في أحداث رياضة كرة القدم. تاريخياً، لا أحد يعرف متى نشأت ظاهرة الشغب، أو إلى متى ترجع هذه الظاهرة في الزمن، لكن أول حالات الشغب المعروفة في رياضة كرة القدم الحديثة، حدث خلال ثمانينيات القرن التاسع عشر بإنجلترا، في فترة كان أنصار الفريق يتعمدون تخويف المشجعين والحكام واللاعبين كذلك. ففي عام 1885، فاز نادي بريستون نورث إيند على نادي أستون فيلا بنتيجة ثقيلة قوامها 5-0 في مباراة ودية. بعد المباراة تعرض أعضاء الفريقين لهجوم بالعصي واللكم والركل والبصق بالإضافة إلى الرشق بالحجارة. في السنة التي تلتها، تعرض مشجعو نادي بريستون نورث إيند لمشجعي نادي كوينز بارك في محطة للسكك الحديدية، حيث حدث مضايقات خارج نطاق المباراة.
ازادت أحداث الشغب في بداية انتشار رياضة كرة القدم، فلا تكاد تخلو نسخة من أي بطولة من أحداث الشغب. فكأس العالم على سبيل شهد العديد من حالات العنف في الأعوام الأخيرة، داخل وخارج ملعب اللقاء. فمنذ الثمانينات القرن الماضي ، بدأت رابطة باراس برافاس الأرجنتينة في حضور مباريات المنتخب الأرجنتيني لكرة القدم في كأس العالم. وقد تسبب ذلك في معارك ضد مؤيدي البلدان الأخرى (أحيانًا كانوا مثيري الشغب أو ألتراس). وفي كأس العالم 1998، تعرض شرطي فرنسي للضرب من قبل مشجع ألماني، مما أدى لإصابته بتلف في الدماغ بعد مباراة بين منتخب ألمانيا ومنتخب يوغوسلافيا. تم إلقاء القبض على مشجع ألماني في عام 1998 واتُهم بتهة الشروع بالقتل. كذلك، بعد فوز منتخب فرنسا بلقب كأس العالم 2018، شهدت فرنسا أعمال شغب، وأدت إلى اعتقال 292 شخصًا في كل أنحاء فرنسا.
لمن تكن أحداث الشغب في بطولة أمم أوروبا ببعيدة عن ما آلت إليه الأمور في بطولة كأس العالم وغيرها من البطولات. فمثلاً ما حدث أثناء يورو 1996 وتحديداً بعد فوز منتخب ألمانيا على منتخب إنجلترا، حين وقعت أعمال شغب واسعة النطاق في ميدان ترفلغار بمنطقة وست اند في لندن، أدت إلى العديد من الإصابات، بالإضافة لتعرض شاب روسي للطعن في برايتون بعد أن أخطأه مهاجموه بأنه ألماني. وفي يورو 2000 تعرض المنتخب الإنجلبزي للتهديد بالطرد من البطولة في حال استمر السلوك السيئ لجماهيره.
وفي 2 يونيو 2007، وضمن مباراة تصفيات بطولة أمم أوروبا 2008 بين منتخبي السويد والدنمارك لكرة القدم والتي إقيمت في على ملعب باركن في كوبنهاغن، حيث قام مشجع دنماركي بالجري داخل الملعب وهَجَمَ على الحكم هيربيرت فاندل، بعد ذلك قرر الحكم منح السويد ركلة جزاء في الدقيقة 89 من المباراة وطرد لاعب خط الوسط الدنماركي كريستيان بولسن لتوجيهه لكمة للمهاجم السويدي ماركوس روزنبيرغ في المعدة. تم ايقاف المباراة (وكانت النتيجة آنذلك تشير للتعادل 3–3) وفتح الاتحاد الأوروبي لكرة القدم تحقيقاً موسعاً، قرر بعدها إعطاء نقاط المباراة الثلاث لصالح السويد، مع إيقاف الدنمارك عن لعب مبارياته بين جمهوره. أيضاً 12 أكتوبر 2010، وضمن مباريات تصفيات بطولة أمم أوروبا 2012، تم إيقاف مباراة منتخب إيطاليا ومنتخب صربيا بعد مرور 6 دقايق، عندما قرر الحكم الإسكتلندي كريج تومسون إلغاء المباراة بسبب القاء الجماهير الصربية للألعاب النارية على أرضية الملعب وتحديدا منطقة جزاء المنتخب الإيطالي وعلى المشجعين الإيطاليين. كذلك في نوفمبر 2014، وخلال مباراة تصفيات بطولة أمم أوروبا 2012 والتي أقيمت بمدينة ميلانو في إيطاليا، ألقى مثيري الشغب من الجناب الكرواتي مشاعل وألعاب نارية على أرضية، مما استوجب إيقاف المباراة لفترة وجيزة.

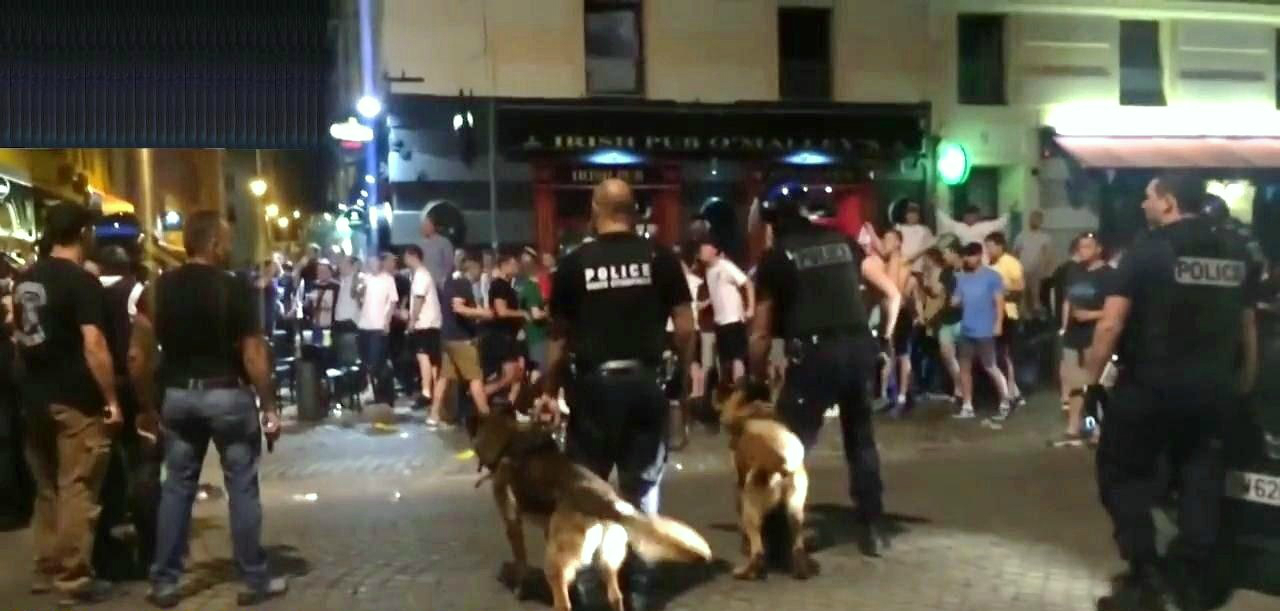
جانب من أعمال شغب في مدينة مارسيليا أثناء يورو 2016.

في 11 يونيو 2016، حدث الحادثة الشهيرة والمعروفة باسم أعمال شغب في يورو 2016، حيث شهدت مباراة يورو 2016 والتي أقيمت بمدينة مارسيليا في فرنسا، العديد من حالات الشغب التي حصلت قبل وبعد مباراة بين منتخبي روسيا وإنجلترا لكرة القدم. حيث اندلعت اشتباكات عنيفة بين المشجعين، خلف ما يقارب 35 شخصاً مصابًا. كذلك شهدت الأحداث حالات من القتال البدني، وشهدت كذلك رمياً متبادلاً بين الجماهير على بعضهم البعض، بل وصل الأمر أن سجلت كاميرا المراقبة حادثة دهس مشجع لرأس مشجع آخر. مما أجبر الشرطة الفرنسية على استخدام الغاز مسيل للدموع لتفريق الجماهير. وبسبب هذا تلقى كلا الجانبين تحذيرًا بعدم الأهلية في وقت لاحق.
تصاعدت وتيرة الشغب في يورو 2020، في يوم المباراة النهائية بين إيطاليا وإنجلترا، تجمع الآلاف من مشجعي إنجلترا أمام ملعب ويمبلي طوال فترة الصباح وبعد الظهر، مما دفع الشرطة إلى حث أي شخص من خارج لندن بدون تذاكر على عدم السفر إلى هناك. قبل ساعتين من المباراة النهائية، أظهرت اللقطات المئات من المشجعين يتشاجرون مع الشرطة وهم يحاولون شق طريقهم بالقوة عبر الحواجز للدخول إلى الملعب.
تمكن حوالي 400 شخص من الوصول إلى الملعب، في البوابة 104، دون دفع ثمن تذكرة. تجمعت حشود ضخمة في ساحة ليستر وألقوا الزجاجات والأشياء الأخرى وميدان ترفلغار، حيث أقيمت منطقة مخصصة للمشجعين. وأدى العنف والاضطراب إلى اعتقال 49 شخصًا من قبل الشرطة كما أصيب 19 شرطيا بجروح.

## وصلات خارجية
- تاريخ بطولة أمم أوروبا لكرة القدم
- الموقع الرسمي بطولة أمم أوروبا لكرة القدم